# 무함마드 아마드
무함마드 아마드 이븐 앗사이드 압달라(아랍어: محمد بن السيد عبد الله بن فحل)는 무함마드 아마드(영어: Muhammad Ahmad아랍어: محمد أحمد) 또는 무하마드 아흐마드라는 이름으로 알려져 있는 수단의 이슬람교 지도자이다. 오스만 제국, 이집트, 영국의 수단 지배에 저항하는 무장 봉기를 주도했다.

## 어린 시절
수단 북부 동골라에 위치한 라바브섬(Labab) 출신이다. 어린 시절에는 가족들과 함께 옴두르만의 북쪽에 위치한 카라리(Karari)로 이주했다. 그의 아버지인 압둘라(Abdullah)는 선박을 만드는 과정에서 사용되는 목재를 공급하는 인부로 일했다. 1861년에는 이슬람교의 분파 가운데 하나인 수피파의 신비주의, 금욕주의, 예배에 심취하게 된다.
1870년에는 목재를 구하기 위해 가족들과 함께 백나일강과 접한 아바섬(Aba)으로 이주했다. 무함마드 아마드는 아바섬에서 모스크를 건립하면서부터 무슬림들에게 이슬람교의 경전인 꾸란을 가르치게 된다. 그의 꾸란 설교는 아바섬 주민들 사이에서 높은 평가를 받았다. 특히 무함마드의 언어 자체에 귀의하는 설교를 통해 꾸란에 적혀 있는 대로 이슬람교의 신앙으로 귀의하는 것, 기도를 통해 단순한 신앙의 원점으로 복귀하는 것을 기본으로 했기 때문에 꾸란의 가르침에서 조금이라도 벗어나면 이단으로 간주했다.
1872년에는 셰흐 샤리프(Sheikh Sharif)의 초청을 받아 아바섬 인근에 위치한 알아라다이브(al-Aradayb) 마을을 방문했다. 무함마드 아마드는 셰흐 샤리프와 우호적인 관계를 맺고 있었지만 1878년에 과거의 여러 수행자들이 기대에 못 미치는 성장을 기록하면서부터 말다툼을 빚게 된다. 이들 사이의 언쟁은 여러 수행자들 사이에서 일어난 폭력적인 분쟁으로 발전하게 된다. 수행자들은 일시적으로 아마드와 샤리프 간의 견해에 대한 차이점을 인정하고 화해했지만 무함마드 아마드는 조언자들의 표면적인 오류를 경험하게 된다.
두 사람 간의 분쟁은 셰흐 샤리프의 아들의 할례 축하 연회에서 재연되었다. 무함마드 아마드는 연회에서 음악, 춤을 허용할 수 없다고 주장했지만 사마니야(Samaniyya) 교단에서 추방당하고 만다. 무함마드 아마드의 옛 수행자들은 샤리프에게 거듭 사과하고 아마드와 화해할 것을 호소했지만 샤리프는 이를 받아들이지 않았다. 1878년 7월 25일 셰흐 알쿠라시(Sheikh al-Qurashi)가 사망하면서 수행자들은 무함마드 아마드를 자신들의 새 지도자로 추대했다.

## 마흐디 선언과 무장 봉기
1881년 6월 29일 무함마드 아마드는 자신이 이슬람교의 구세주인 마흐디임을 공식 선언하면서 다가오는 예언자 이사(Isa, 예수)의 재림에 대비해야 한다고 주장했다. 그의 마흐디 선언은 수단인들이 오스만 제국, 이집트의 지배자들의 가혹한 지배, 영국의 식민 통치에 분노하고 있던 시기에 전개되었으며 당시 수단의 여러 종파적 파벌 사이에서 인기가 높았던 구세주 사상을 이용한 것이 특징이다.
1881년 6월 무함마드 아마드는 자신을 따르는 이슬람교 파벌들과 함께 이집트, 대영 제국의 지배에 저항하는 무장 봉기인 마흐디 전쟁을 일으켰다. 무함마드 아마드가 이끄는 마흐디군은 1885년 1월 26일에 수단 하르툼을 정복하면서 수단 총독을 역임하고 있던 찰스 조지 고든을 살해했지만 무함마드 아마드는 1885년 6월 22일에 수단 하르툼에서 장티푸스로 사망하고 만다. 무함마드 아마드를 지지하던 마흐디 세력들은 1898년 영국 군대에 의해 토벌될 때까지 수단을 지배했다.